# Ansonia glandulosa
Ansonia glandulosa es una especie de anfibios de la familia Bufonidae.
Es endémica de la isla de Sumatra, en Indonesia.
Su hábitat natural incluye bosques tropicales o subtropicales secos y a baja altitud y ríos.